# Christina (1929)
Christina war ein US-amerikanischer Film, der im Jahr 1929 in die Kinos kam. Die Verfilmung einer Vorlage von Tristram Tupper gilt heute als verschollen. Sie war offenbar sowohl als Stumm- als auch als Tonfilm verfügbar.

## Handlung
Christina, die Tochter eines Spielzeugmachers in den Niederlanden, verliebt sich in Jan, der auf einem weißen Pferd reitend Werbung für ein umherziehendes Jahrmarktsunternehmen macht. Als dieses Unternehmen weiterzieht, bleibt Jan zurück, was seiner Arbeitgeberin Madame Bosman allerdings missfällt. Sie setzt ihn wegen angeblicher Unterschlagung von Geld fest. Christina macht sich in Amsterdam auf die Suche nach ihrem Geliebten, woraufhin Madame Bosman diesem eine Verletzung beibringt, um das Paar zu trennen. Daraufhin kehrt Christina nach Hause zurück. Kurz bevor sie einen anderen Mann heiraten kann, ist Jan wiederhergestellt und kommt zu Christina zurück.

## Verbreitung
Der Film kam in den USA am 15. Dezember 1929 in die Kinos. 1930 wurde er auch in Irland, Ungarn, Frankreich und Finnland gezeigt. Während er in den USA, in Dänemark und in Brasilien unter dem Originaltitel Christina lief, wurde er in Finnland als Hänen ensirakkautensa gezeigt, in Ungarn trug er den Titel Krisztina, in Italien hieß er La veglia della fiamma und in Schweden Hennes första kärlek.